# Listă de scriitori de limbă germană/E
| Vezi: Eb Ec Ed Ee Eg Eh Ei Ek El Em En Ep Er Es Et Eu Ev |
| -------------------------------------------------------- |

## Eb
- Martin Ebbertz (n. 1962)
- Christoph Daniel Ebeling (1741–1817)
- Alfred Ebenhoch (1855–1912)
- Michel Eberhardt (1913–1976)
- Dieter G. Eberl (n.1929)
- Johann Eberlin von Günzburg (ca. 1470–1533)
- Erich Ebermayer (1900–1970)
- Georg Ebers (1837–1898)
- Volker Ebersbach (n.1942)
- Günter Ebert (1925–2006)
- Karl Egon Ebert (1801–1882)
- Elsbeth Ebertin (1880–1944)
- Jeannie Ebner (1918–2004)
- Marie von Ebner-Eschenbach (1830–1916)

## Ec
- Dietrich Eckart (1868–1923)
- Gabriele Eckart (n.1954)
- Carl von Ecke, de fapt Clara von Kameke
- Wolfgang Ecke (1927–1983)
- Jakob Ecker (1851–1912)
- Fritz Eckerle (1877–1925)
- Johann Peter Eckermann (1792–1854)
- Edeltraud Eckert (1930–1955)
- Guido Eckert (n. 1964)
- Hella Eckert (n. 1948)
- Horst Eckert (n. 1959)
- Fritz Eckhardt (1907–1995)
- Heinrich Eckmann (1893–1940)
- Ernst Eckstein (1845–1900)
- Bertha Eckstein-Diener peudonim Sir Galahad (1874-1948)

## Ed
- Edmund Edel (1863–1934)
- Wiebke Eden (n. 1968)
- Peter Edel (1921–1983)
- Anselm Edling (1741–1794)
- Matthias Edlinger (n. 1972)
- Kasimir Edschmid, de fapt Eduard Schmid (1890–1966)
- Ulrike Edschmid (n. 1940)
- Georg Edward (1869–1969)

## Ee
- Bruno Eelbo (1853–1917)

## Eg
- Ernst Egermann (1910–1942)
- Heiner Egge (n. 1949)
- Axel Eggebrecht (1899–1991)
- Jürgen Eggebrecht (1898–1982)
- Oswald Egger (n. 1963)
- Werner Eggerath (1900–1977)
- Kurt Eggers (1905–1943)
- Heinrich Eggersglüß (1875–1932)
- Emmy von Egidy (1872–1946)
- Werner Egk (1901–1983)
- Werner J. Egli (n. 1943)
- Eugen Egner (n. 1951)

## Eh
- Michl Ehbauer (1899–1964)
- Michael Ehbauer (n. 1949)
- Ursula Ehler (n. 1940)
- Jürgen Ehlers (1948)
- Magdalene Ehlers (n. 1923)
- Wilhelm Ehmer (1898–1976)
- Willi Ehmer (1890–1941)
- Albert Ehrenstein (1885–1951)
- Margot Ehrich (n. 1936)
- Albert Ehrismann (1908–1998)
- Hans Ehrke (1898–1975)
- Hans Heinrich Ehrler (1872–1951)

## Ei
- Clemens Eich (1954–1998)
- Günter Eich (1907–1972)
- Heinrich Eichen (1905–1986)
- Joseph von Eichendorff (1788–1857)
- Michael Eichhammer (n. 1972)
- Hugo Eichhoff (1888–1977)
- Hans Eichhorn (n. 1956)
- Georg Eichinger (n. 1939)
- Franz Eichler (1871–1956)
- Max Eichmeier (1923–1988)
- Cornelia Eichner (n. 1972)
- Ludwig Eichrodt (1827–1892)
- Rudolf von Eichthal (1877–1974)
- Wolfram Eicke (n. 1955)
- Klaus Eickhoff (n. 1936)
- Walther Eidlitz (1892–1976)
- Ricarda Jo. Eidmann (n. 1963)
- Gerd-Peter Eigner (n. 1942)
- Wolf-Dieter Eigner (1952–1988)
- Gerhard Eikenbusch (n. 1952)
- Bernd Eilert (n. 1949)
- Eilhart von Oberge (cca. 1200)
- Carl Einstein (1885–1940)
- Josef Einwanger (n. 1935)
- Erwin Einzinger (n. 1953)
- Paul Eipper (1891–1964)
- Helmut Eisendle (1939–2003)
- Gregor Eisenhauer (n. 1960)
- Friedrich Eisenlohr (1889–1954)
- Herbert Eisenreich (1925–1986)

## Ek
- Alice M. Ekert-Rotholz (1900–1995)
- Friedrich Ekkehard

## El
- El Correi, de fapt Ella Thomass (1877–după 1939)
- Theodor Walter Elbertzhagen (1888–1967)
- İsmet Elçi (n. 1964)
- Reimer Elers (n. 1948)
- Paul Elgers, de fapt Paul Schmidt-Elgers (1915–1995)
- Heinrich Elmenhorst (1632–1704)
- Gisela Elsner (1937–1992)
- Hanns Martin Elster (1888-1983)
- Carl-Christian Elze (n. 1974)

## Em
- Gudrun Embacher (1931–2001)
- Haymo Empl (n. 1971)
- Elisabeth Emundts-Draeger (1898-1987)

## En
- Michael Ende (1929–1995)
- Gertraud Enderlein (1887–1962)
- Paul Enderling (1880–1938)
- Adolf Endler (1930–2009)
- Ria Endres (n. 1946)
- Fred Endrikat (1890–1942)
- Georg Engel (1866–1931)
- Peter Engel (n. 1940)
- Johann Jakob Engel (1741–1802)
- Elisabeth Engelhardt (1925–1978)
- Magdalene Philippine Engelhard (1756–1831)
- Gerrit Engelke (1890–1918)
- Kai Engelke (n. 1946)
- Bernt Engelmann (1921–1994)
- Harri Engelmann (n. 1947)
- Quirin Engasser (1907–1990)
- Ottomar Enking (1867–1945)
- Christian Enzensberger (1931–2009)
- Hans Magnus Enzensberger (n. 1929)
- Ulrich Enzensberger (n. 1944)

## Ep
- Hans Eppendorfer, de fapt Hans-Peter Reichelt (1942–1999)
- Max Epstein (1874–1948)

## Er
- Erasmus von Rotterdam (1469–1536)
- Ruth Erat (1951)
- Vinzenz Erath (1906–1976)
- Elke Erb (n. 1938)
- Ute Erb (n. 1940)
- Volker Erbes (n. 1943)
- Claudia Erdheim (n. 1945)
- Franz Erdmann (1898–1963)
- Wilfried Erdmann (n. 1940)
- Johannes Erdrauch (n. 1949)
- Karl Andreas Erhard (1791–1846)
- Maria Erlenberger (ca. 1948)
- Otto Erler (1872–1943)
- Rainer Erler (n. 1933)
- Ursula Erler (n. 1946)
- Gustav Ernst (n. 1944)
- Otto Ernst, de fapt Otto Ernst Schmidt (1862–1926)
- Paul Ernst (1866–1933)
- Fritz Erpenbeck (1897–1975)
- Jenny Erpenbeck (n. 1967)
- John Erpenbeck (n. 1942)
- Emil Ertl (1860–1935)
- Bruno Ertler (1889–1927)

## Es
- Andreas Eschbach (n. 1959)
- Hans Eschelbach (1868–1948)
- Ernst Eschmann (1886–1953)
- Ernst Wilhelm Eschmann (1904–1987)
- Nataly von Eschstruth (1860–1939)
- Jörgen von Essen (1862–1921)
- Paul Eßer (n. 1939)
- Hermann Essig (1878–1918)
- Christa Estenfeld (n. 1947)
- Felicitas Estermann (n. 1931)

## Et
- Paul Coelestin Ettighoffer (1896–1975)
- Karl Ettlinger (1882–1939)
- Johann Christoph Ettner (1654–1724)

## Eu
- Herbert Eulenberg (1876–1949)
- Richard Euringer (1891–1953)

## Ev
- Franz Evers (1871–1947)
- Horst Evers (n. 1967)
- Klas Ewert Everwyn (n. 1930)
- Hanns Heinz Ewers (1871–1943)
- Albrecht von Eyb (1420–1475)
- Max Eyth (1836–1906)